# 1093
El 1093 (MXCIII) fou un any comú començat en dissabte del calendari julià.

## Esdeveniments
- Pau entre Egipte i Etiòpia
- Batalla d'Alnwick entre els escocesos i els anglesos.

## Necrològiques
- Malcolm III d'Escòcia